# Фоггорн Леггорн
Фоггорн Леггорн (англ. Foghorn Leghorn) — персонаж мультфільмів серії Looney Tunes компанії Warner Bros.. Придуманий в 1946 Робертом МакКимсоном і з'явився в період з 1946 по 1963 в 28 мультфільмів, кожен з яких був створений МакКімсоном.
Персонаж є великим і товстим півнем породи леггорн, що живе на фермі в Техасі, що розмовляє з південним акцентом і відрізняється досить непостійним характером. Сюжети практично всіх мультфільмів з його участю побудовані на протистоянні з псом Барнардом Догом, який живе на тій же фермі: обидва персонажі постійно влаштовують один одному всілякі підлості та пастки. Проте в перших мультфільмах про персонажа його противником виступав комічний маленький яструб на ім'я Хенері Хоук.
За найпоширенішою версією, Фоггорн Леггорн створений як пародія на сенатора Клеггорна, жителя півдня, що був популярним персонажем радіошоу Фреда Аллена в 1940-х, і саме тому він розмовляє з південним акцентом і часто повторює фразу, що використовувалася в тих постановках «Ah say» (у перекладах мультфільмів – «ну так»). На думку Сюзан Скайєр, образ Леггорна нагадує політика Півдня епохи Реконструкції.